# Sitz im Leben
Sitz im Leben (tyska "plats i livet") är ett begrepp som blivit teknisk term för de slutsatser som dras inom formkritiken angående den situation som ett specifikt textavsnitt skapats i och vilken funktion den haft. Termen myntades av teologen Hermann Gunkel och används främst om forntida texter som först traderats muntligt, särskilt bibeltexter.
Till exempel delade Gunkel in Psaltarens psalmer i grupper beroende på hur de kan ha använts i den religiösa kulten i det forntida Israel. Hypotetiska psalmtyper med olika Sitz im Leben är:
- klagosånger till Gud,
- psalmer med anknytning till kungliga ceremonier, och
- psalmer om det årliga förnyandet av Jahvehs ställning som Israels gud och härskare.[1]

Ett annat exempel är att en nytestamentlig liknelse eller en underberättelse muntligt brukats innan den skrevs ner i evangeliet. Ibland talas det om tre typer av Sitz im Leben för de formbestämda evangelieavsnitten, först en under Jesu liv, sedan en i den första församlingens liv och slutligen den plats texten fått i respektive evangelium.